# Monzo (videojuego)
Monzo es un videojuego de 2014 desarrollado por Madfinger Games. El juego es un simulador de construcción de modelos de plástico.

## Jugabilidad
El jugador puede construir múltiples tipos de modelos, incluidos automóviles, aviones, armas, bicicletas, etc. El jugador también puede elegir el nivel de complejidad. El modelo se puede revisar cuando esté terminado.

## Recepción
El juego ha recibido críticas en su mayoría mixtas por parte de los críticos.
148Apps elogió la idea de una aplicación pero criticó el modelo de negocio.
Pocket Gamer elogió los Modelos detallados pero criticó que Monzo anestesia toda la experiencia del Proceso de Creación física. El modelo de negocio también fue criticado con la idea de que comprar nuevos modelos no vale el precio.
El juego recibió el premio al Juego Checo de 2014 en la categoría "Mejor juego original".